# Hægeland
Hægeland is een klein dorp in de gemeente Vennesla in Agder. Tussen 1896 en 1964 was het tevens een zelfstandige gemeente. 
Het dorp ligt aan riksvei 9, 35 kilometer ten noorden van Kristiansand. In het verleden had het een station aan Setesdalsbanen. Het stationsgebouw is nog aanwezig. Hægeland heeft een bescheiden kerk uit 1830. De huidige kerk verving een eerder gebouw, waarschijnlijk uit de 16e eeuw, dat wegens bouwvalligheid werd afgebroken.